# Saitis latifrons
Saitis latifrons är en spindelart som beskrevs av Lodovico di Caporiacco 1928. Saitis latifrons ingår i släktet Saitis och familjen hoppspindlar. Inga underarter finns listade i Catalogue of Life.